# Olga Alexejewna Kusnezowa
Olga Alexejewna Kusnezowa (russisch О́льга Алексе́евна Кузнецо́ва, engl. Transkription Olga Kuznetsova; * 23. Oktober 1967 in Morschansk, RSFSR, Sowjetunion) ist eine ehemalige russische Mittelstreckenläuferin, die sich auf die 1500-Meter-Distanz spezialisiert hat. Ihren größten Erfolg feierte sie mit dem Vizehalleneuropameistertitel über 1500 Meter 2000 in Gent.

## Sportliche Laufbahn
Erste internationale Erfahrungen sammelte Olga Kusnezowa im Jahr 2000, als sie bei den Halleneuropameisterschaften in Gent in 4:13,45 min die Silbermedaille im 1500-Meter-Lauf hinter der Rumänin Violeta Szekely gewann. Im Oktober belegte sie beim IAAF Grand Prix Final in Doha in 4:21,75 min den achten Platz. 2002 beendete sie ihre aktive sportliche Karriere im Alter von 35 Jahren.
2000 wurde Kusnezowa russische Hallenmeisterin im 1500-Meter-Lauf.

## Persönliche Bestleistungen
- 800 Meter: 1:58,77 min, 15. Juli 1999 in Moskau
  - 800 Meter (Halle): 1:58,94 min, 17. Februar 2001 in Moskau
- 1500 Meter: 4:03,18 min, 28. Juli 2000 in Oslo
  - 1500 Meter (Halle): 4:04,26 min, 25. Februar 2001 in Liévin